# Le donne curiose

Le donne curiose (Les Femmes curieuses) est un opéra en trois actes d'Ermanno Wolf-Ferrari sur un livret de Luigi Sugana (it), d'après la pièce du dix-huitième siècle de Carlo Goldoni.

## Premières
L'opéra est créé au théâtre Cuvilliés à Munich le 27 novembre 1903 dans une version en allemand (Die neugierigen Frauen) de Hermann Teibler, tandis que la première représentation en italien date du 3 janvier 1912 et est donnée au Metropolitan Opera House sous la direction d'Arturo Toscanini, avec Antonio Scotti et Geraldine Farrar.